# Torneo di Wimbledon 2018 - Doppio femminile in carrozzina
Yui Kamiji e Jordanne Whiley erano le campionesse in carica, ma Whiley non ha partecipato al torneo, mentre Kamiji ha partecipato insieme a Diede de Groot riuscendo a riconquistare il titolo battendo in finale Sabine Ellerbrock e Lucy Shuker con il punteggio di 6-1, 6-1.

## Teste di serie
1. Diede De Groot /  Yui Kamiji (campionesse)

1. Marjolein Buis /  Aniet van Koot (semifinale)

## Tabellone

### Legenda
| - Q = Qualificato - WC = Wild card - LL = Lucky loser | - ALT = Alternate - SE = Special Exempt - PR = Protected Ranking | - w/o = Walkover - r = Ritirato - d = Squalificato |

|  | Semifinali | Semifinali                          | Semifinali                          | Semifinali | Semifinali |  |  | Finale | Finale                        | Finale                        | Finale | Finale |  |
|  |            |                                     |                                     |            |            |  |  |        |                               |                               |        |        |  |
|  | 1          | Diede de Groot Yui Kamiji           | Diede de Groot Yui Kamiji           | 6          | 6          |  |  |        |                               |                               |        |        |  |
|  |            | Katharina Krüger Kgothatso Montjane | Katharina Krüger Kgothatso Montjane | 0          | 0          |  |  | 1      | Diede de Groot Yui Kamiji     | Diede de Groot Yui Kamiji     | 6      | 6      |  |
|  |            | Sabine Ellerbrock Lucy Shuker       | 3                                   | 6          | 6          |  |  |        | Sabine Ellerbrock Lucy Shuker | Sabine Ellerbrock Lucy Shuker | 1      | 1      |  |
|  | 2          | Marjolein Buis Aniek van Koot       | 6                                   | 4          | 4          |  |  |        |                               |                               |        |        |  |